# Chris Smith (ur. 1994)
Christopher McPhaul Smith (ur. 8 marca 1994 w Sacramento) – amerykański koszykarz, występujący na pozycji rzucającego obrońcy, obecnie zawodnik Arged BM Slam Stali Ostrów Wielkopolski.
11 lipca 2020 dołączył do Arged BM Slam Stali Ostrów Wielkopolski.

## Osiągnięcia
Stan na 7 maja 2021, na podstawie, o ile nie zaznaczono inaczej.
NCAA
- MVP turnieju Named Global Sports Hoops (2015)
- Zaliczony do:
  - III składu Mountain West (2016)
  - składu honorable mention Mountain West (2015)

Drużynowe
- Mistrz Polski (2021)[4]
- Wicemistrz FIBA Europe Cup (2021)[5]

Indywidualne
(* – nagrody przyznane przez portal eurobasket.com)
- MVP miesiąca EBL (luty, marzec 2021)[6]
- Zaliczony do:
  - I składu kolejki EBL (4, 24, 27 - 2020/2021)[7][8][9]
  - II składu ligi węgierskiej (2020)*[10]
- Uczestnik meczu gwiazd ligi węgierskiej (2017)[11]